# Escuelas Públicas del Condado de Prince William

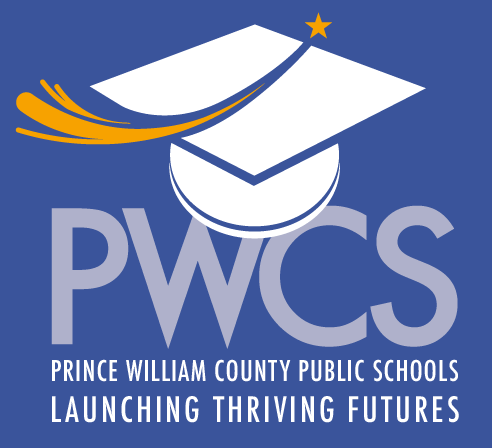
Logotipo de las escuelas públicas del condado de Prince William.

Las Escuelas Públicas del Condado de Prince William (Prince William County Public Schools, PWCS en inglés) es un distrito escolar en Virginia, Estados Unidos. El distrito tiene escuelas en el Condado de Prince William. Tiene su sede en el Kelly Leadership Center en una área no incorporada.

## Escuelas

### Escuelas secundarias
- Battlefield High School
- Brentsville District High School
- Forest Park High School
- Freedom High School
- Gar-Field Senior High School
- C. D. Hylton High School
- Osbourn Park High School
- Patriot High School (septiembre de 2011)
- Potomac Senior High School
- Stonewall Jackson High School
- Woodbridge High School